# Can Surià (Olivella)
Can Surià és una masia d'Olivella (Garraf) protegida com a Bé Cultural d'Interès Local.

## Descripció
És un edifici de planta basilical amb planta baixa, pis i golfes. La coberta és a dos vessants, amb les golfes sobrelevades. A nivell de primer pis hi ha una galeria lateral porticada d'arcs rebaixats.

## Història
Es tracta d'una masia documentada des de 1732, quan era propietat de Josep Surià. A partir dels anys seixanta del segle XX es construí la urbanització que duu el nom de la casa i ara es troba envoltada de xalets de segona residència.